# Campti
Campti és una població dels Estats Units a l'estat de Louisiana. Segons el cens del 2000 tenia 1.057 habitants.

## Demografia
Segons el cens del 2000, Campti tenia 1.057 habitants, 385 habitatges, i 269 famílies. La densitat de població era de 416,4 habitants/km².
Dels 385 habitatges en un 42,9% hi vivien nens de menys de 18 anys, en un 30,4% hi vivien parelles casades, en un 35,3% dones solteres, i en un 29,9% no eren unitats familiars. En el 26% dels habitatges hi vivien persones soles el 6,2% de les quals corresponia a persones de 65 anys o més que vivien soles. El nombre mitjà de persones vivint en cada habitatge era de 2,74 i el nombre mitjà de persones que vivien en cada família era de 3,36.
Per edats la població es repartia de la següent manera: un 38,5% tenia menys de 18 anys, un 8,5% entre 18 i 24, un 25,8% entre 25 i 44, un 18% de 45 a 60 i un 9,2% 65 anys o més.
L'edat mediana era de 27 anys. Per cada 100 dones de 18 o més anys hi havia 75,2 homes.
La renda mediana per habitatge era de 14.844 $ i la renda mediana per família de 15.781 $. Els homes tenien una renda mediana de 25.750 $ mentre que les dones 14.000 $. La renda per capita de la població era de 7.219 $. Entorn del 47,3% de les famílies i el 45,4% de la població estaven per davall del llindar de pobresa.

## Poblacions més properes
El següent diagrama mostra les poblacions més properes.